# Kvinnorörelsen (bok)

Ellen Key läser för sina vänner. Målningen Vänner av Hanna Pauli 1900-1907.

Kvinnorörelsen är en bok av Ellen Key som gavs ut 1909. Boken kan ses som ett manifest för den borgerliga kvinnorättsrörelsen.
Kvinnorörelsens inledande kapitel är en genomgång av kvinnans historia. Bland föregångare i kampen för kvinnans rättigheter nämner Key bland annat kvinnorna under de amerikanska och franska revolutionerna, Mary Wollstonecraft, Madame de Staël, George Sand, Fredrika Bremer och 1800-talets kvinnorättsrörelse i Tyskland. I de följande kapitlen redogör hon för sin borgerliga vision av den emanciperade kvinnan där hon lägger stor vikt vid kvinnans roll som moder. Key framför också stark kritik mot de socialistiska kvinnornas syn på hur jämställdhet ska uppnås och hur ett jämställt samhälle ska se ut.
Ellen Keys Kvinnorörelsen finns att läsa i sin helhet på Projekt Runeberg.

### Fotnoter
1. ↑  Kvinnorörelsen på Projekt Runeberg